# Dover (Florida)
Dover ist  ein census-designated place (CDP) im Hillsborough County im US-Bundesstaat Florida mit 3.266 Einwohnern (Stand: 2020).

## Geographie
Dover liegt rund 15 km östlich von Tampa. Der CDP wird von der Florida State Road 574 durchquert.

## Demographische Daten
Laut der Volkszählung 2010 verteilten sich die damaligen 3702 Einwohner auf 1112 Haushalte. Die Bevölkerungsdichte lag bei 544,4 Einw./km². 68,3 % der Bevölkerung bezeichneten sich als Weiße, 2,2 % als Afroamerikaner, 0,5 % als Indianer und 0,2 % als Asian Americans. 24,0 % gaben die Angehörigkeit zu einer anderen Ethnie und 4,6 % zu mehreren Ethnien an. 67,9 % der Bevölkerung bestand aus Hispanics oder Latinos.
Im Jahr 2010 lebten in 52,7 % aller Haushalte Kinder unter 18 Jahren sowie 22,3 % aller Haushalte Personen mit mindestens 65 Jahren. 82,1 % der Haushalte waren Familienhaushalte (bestehend aus verheirateten Paaren mit oder ohne Nachkommen bzw. einem Elternteil mit Nachkomme). Die durchschnittliche Größe eines Haushalts lag bei 3,85 Personen und die durchschnittliche Familiengröße bei 4,11 Personen.
36,9 % der Bevölkerung waren jünger als 20 Jahre, 32,9 % waren 20 bis 39 Jahre alt, 19,8 % waren 40 bis 59 Jahre alt und 10,5 % waren mindestens 60 Jahre alt. Das mittlere Alter betrug 27 Jahre. 54,2 % der Bevölkerung waren männlich und 45,8 % weiblich.
Das durchschnittliche Jahreseinkommen lag bei 26.009 $, dabei lebten 51,5 % der Bevölkerung unter der Armutsgrenze.
Im Jahr 2000 war Englisch die Muttersprache von 48,94 % der Bevölkerung und 51,06 % waren Spanisch-Muttersprachler.